# Jindřich Maudr
Jindřich Maudr (10. ledna 1906, Praha – 1. května 1990) byl český a československý zápasník, olympionik. Získal stříbrnou medaili na olympiádě 1928 v Amsterdamu v řecko-římském zápase v bantamové váze. Účastnil se také olympiády 1932 v Los Angeles, kde v kategorii do 62 kg vypadl ve čtvrtém kole. Na mistrovství Evropy 1931 získal bronzovou medaili.

## Počátek kariéry
Se zápasem začínal v AFK Vršovice (později Bohemians) kam ho roku 1923 přivedli kamarádi Sedmera a Komárek. Nejprve ho nechtěli ani přijmout pro jeho drobnou postavu. Nakonec ho ovšem náčelník Václav Zvěřina přijal. Již o rok později, konkrétně 27. května 1924 se stal dorosteneckým mistrem republiky. V roce 1926, ještě jako nováček, uspěl na mistrovství republiky dospělých, když porazil i vynikajícího Jana Bozděcha. V roce 1927 si již zajistil titul Mistra republiky v bantamové váze (56 kg) a tím se dostal do nominačních bojů na Olympijské hry do Amsterdamu. V nominačních závodech posléze porazil všechny své největší soupeře Bozděcha, Niče a Zemana a tak mohl odcestovat do holandské metropole.

## OH Amsterdam 1928
Maudr se od počátku turnaje prosazoval bojovností a aktivním pojetím zápasu. Postupně porazil Dána Anderssona, Holanďana van Maarena a následně i Mistra Evropy Itala Gazziho, což bylo označeno za největší překvapení turnaje. Pokračoval výhrou nad Švédem Lindöfem a ve finále jej čekal Němec Leucht. Maudr po vyrovnaném boji podlehl soupeři na body a získal stříbrnou medaili.
Dvacetiletý Maudr se stal rázem velmi populárním. Na uvítanou mu vyhrávala dechovka Elektrických podniků, kde byl zaměstnán a dočkal se i slavnostního přijetí od legendárního Josefa Šmejkala v Mnichovicích.

## Mistrovství Evropy 1931
Na domácím Mistrovství nastoupil Maudr ve váze pérové do 61 kg. Porazil postupně Francouze Molleta a dána Schacka. Poté ovšem podlehl mistru Evropy Pihlajamäkimu z Finska. V rozhodujícím utkání porazil Maďara Zomboryho a získal bronzovou medaili. Na tomto championátu byl naším jediným medailistou.

## OH Los Angeles 1932
Na Olympijské hry do Los Angeles mohl odjet z důvodu špatné hospodářské situaci svazu jen díky veřejné sbírce.
V prvním kole porazil Švéda Lindöfa a ve druhém Japonce Kaseho. Následovala ovšem porážka od Němce Ehrla a Fina Koskeli. Na Maudra tak zbylo čtvrté místo.